# Sarrin
Sarrin (en árabe: صرين, también traducido como Serrin o Sareen) es una localidad del norte de Siria, en la Gobernación de Alepo. Se sitúa al noreste de dicha ciudad, al sur de Kobane y al este de Manbiy. Según la Oficina Central de Estadísticas de Siria, Sarrin tenía 6.140 habitantes en el censo de 2004. 
Durante la Guerra Civil Siria, el grupo terrorista Estado Islámico se hizo con el control de la ciudad en septiembre de 2013. En marzo de 2015, los kurdos de las Unidades de Protección Popular (YPG), junto con tropas del Ejército Libre Sirio, iniciaron una ofensiva para conquistar la población.